# フリッツ・メルビュー
フリッツ・メルビュー（Fritz Sigfred Georg Melbye、1826年8月24日 - 1869年12月14日）はデンマークの画家である。世界各地を旅して、各地の沿岸や港の風景を描いた。若い頃には当時、デンマーク領であったカリブ海の島に住み、それらの島やヨーロッパの街の風景画も残した。

## 略歴
デンマーク、シェラン島のヘルシンゲルに生まれた。役人の息子で、兄に海洋画家として有名であったアントン・メルビュー(1818-1875)がいる。兄から絵画を学んだ。1849年にデンマーク領西インド諸島（現在のヴァージン諸島の一部）に移り、セント・トーマス島に住んだ。この島で、後に有名な画家になるカミーユ・ピサロ(1830-1903)と1850年に出会い、ピサロは画家を志すことになり、メルビューは友人であり絵の教師となった。セント・クロイ島などで過ごした後、1852年にベネズエラに移住したとき、ピサロも同行し、カラカスや、港町ラ・グアイラで過ごした。ピサロは2年ほどでセント・トーマス島に戻り、その後、パリに移るが、メルビューは1956年までベネズエラに留まり、ヨーロッパにしばらく滞在した後、アメリカに渡り、ニューヨークにスタジオを作った。
カリブ海やカナダのニューファンドランド島などを旅して製作を続けた。ニューヨークで親しくなった、風景画家のフレデリック・エドウィン・チャーチ(1826-1900）としばしば一緒に旅した。1866年からは極東に旅し、北京を拠点に日本を含む各地を訪れた。3年後に43歳で上海で没した。

## 作品

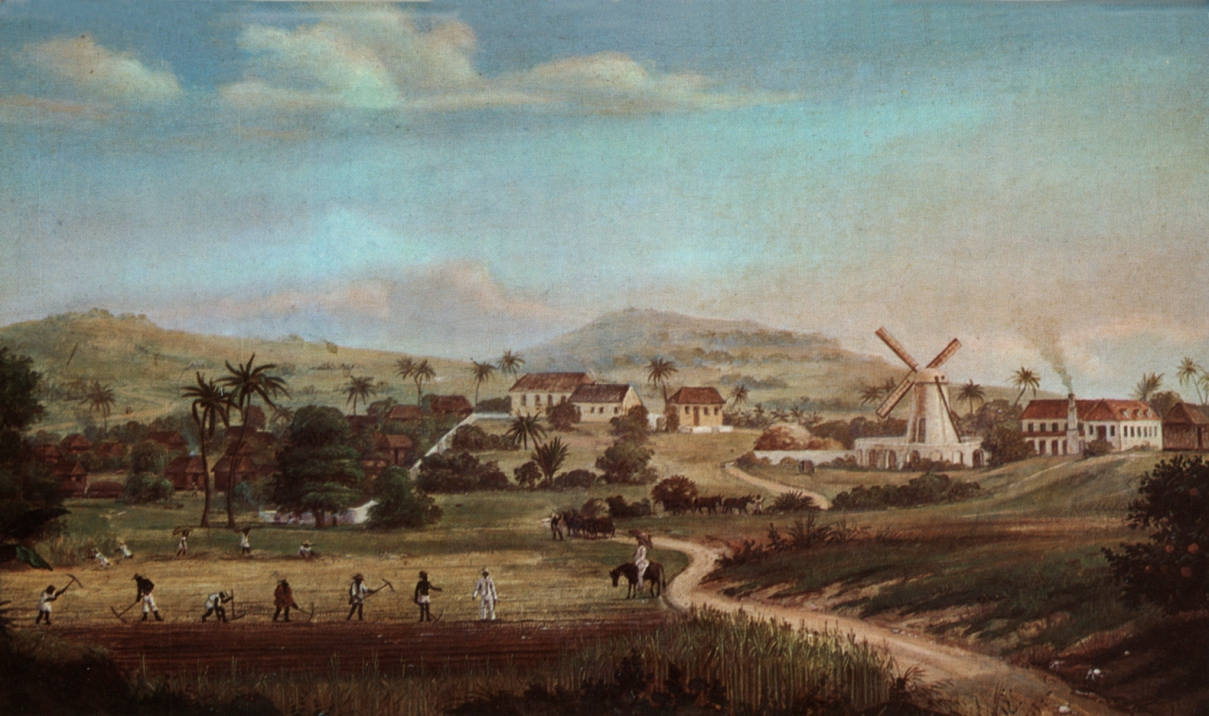
デンマーク領西インド諸島の風景, c.1850
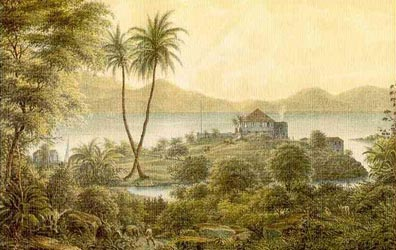
セント・ジョン島の風景 c.1850
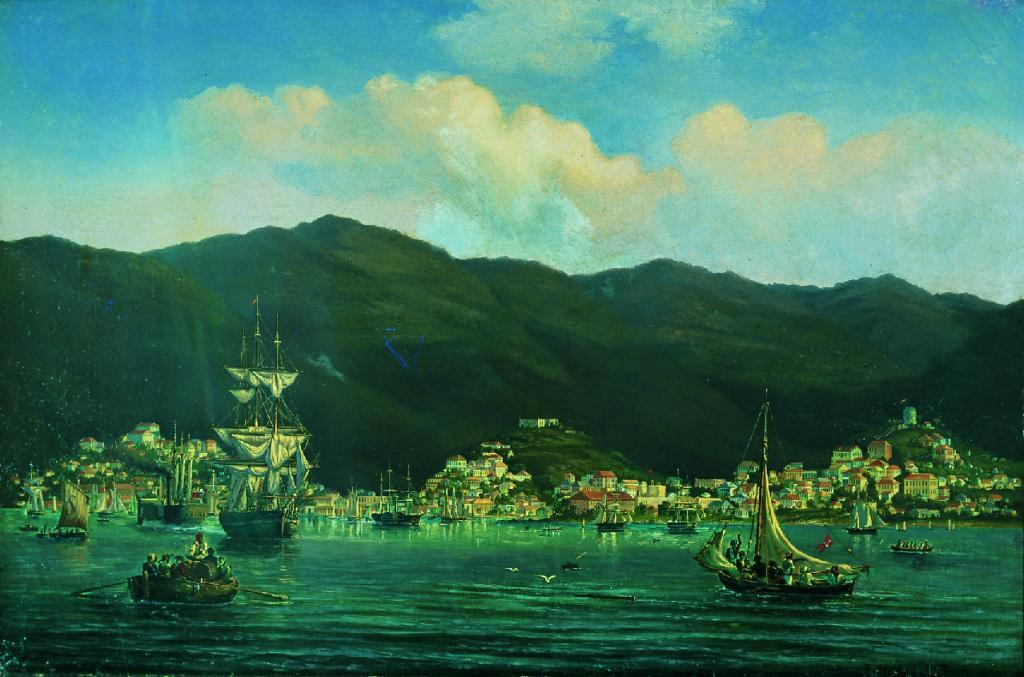
セント・トーマス島の波止場, 1852
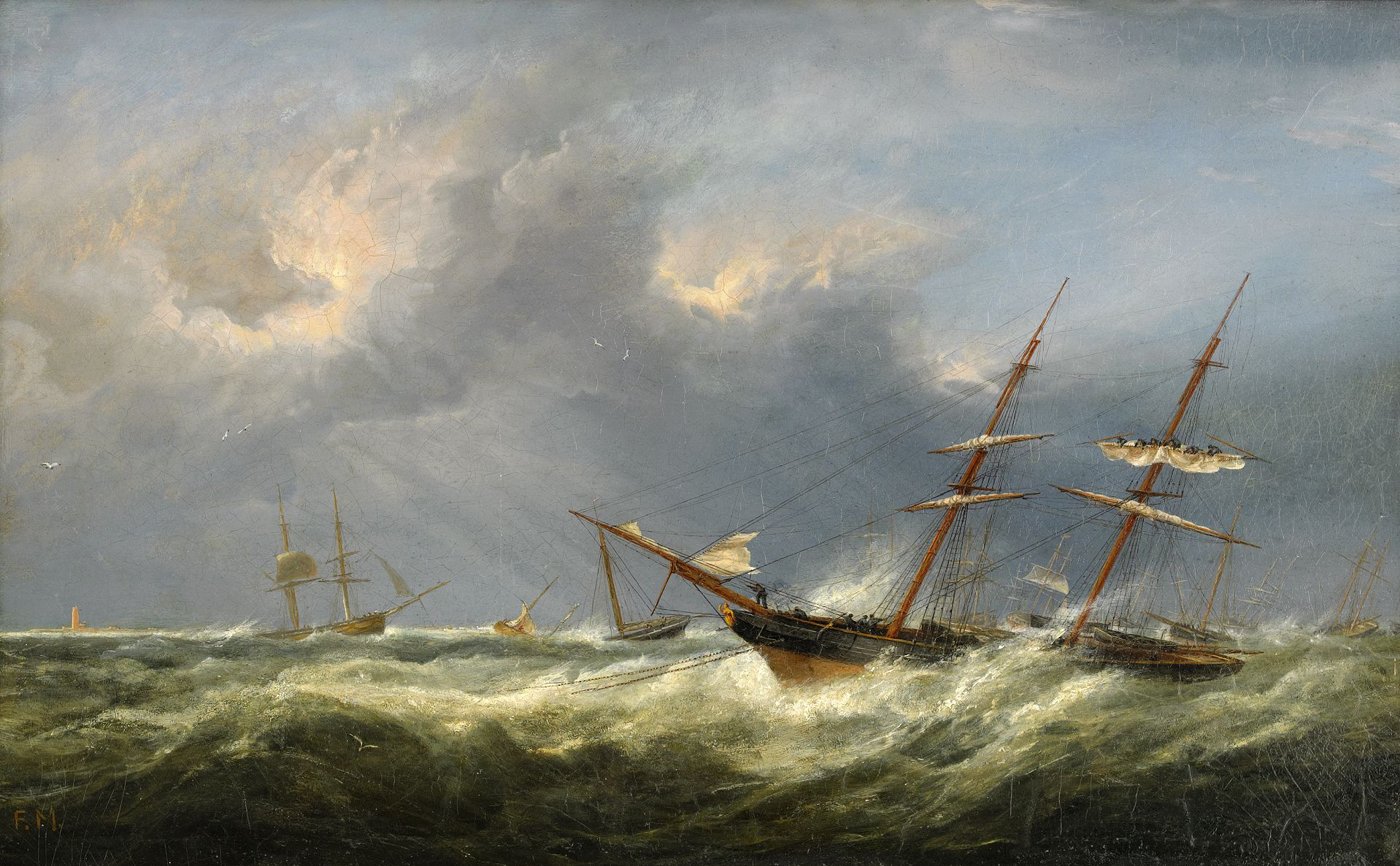
嵐の中の船舶, 1867
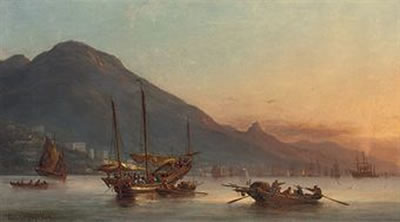
香港の港の風景
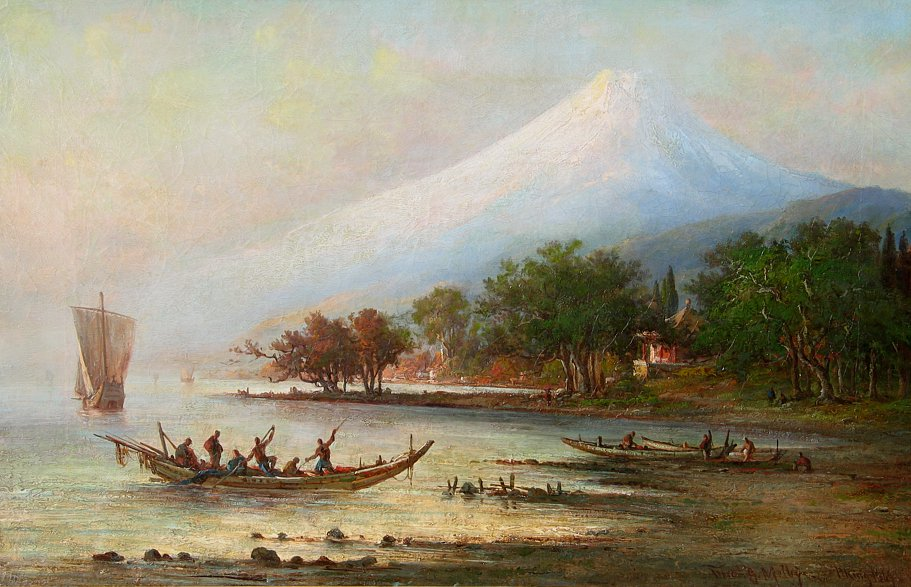
「早朝の富士山の見える港からの出航」, 1869